# 무환자나무과
무환자나무과(無患子--科, 학명: Sapindaceae 사핀다케아이[*])는 무환자나무목의 과이다. 140~150속, 1400~2000종으로 이루어져있다.
온대 지방에서 열대 지방에 걸쳐 분포한다. 대부분 목본종이지만, 일부는 덩굴성으로 덩굴손을 가지고 있다. 잎은 보통 깃꼴 겹잎으로 어긋난다. 꽃은 단성화로 보통 암수한그루이며 5수성이고, 수술은 10개 또는 8개를 가진다. 한편, 암꽃에도 수술이 발달되어 있는 경우가 많아서 양성화처럼 보이기도 하지만, 꽃가루가 불임이므로 기능적으로는 암꽃의 역할만을 한다. 씨방은 상위로 3개의 방으로 나뉘어 있는데, 각 방에는 1개의 씨가 들어 있다.
온대 지방의 속은 단풍나무과(Aceraceae)와 칠엽수과(Hippocastanaceae)라는 별개의 과로 분류했었으나, 최근 연구 결과는 이들을 무환자나무과로 분류한다.

## 하위 분류
| - 기름밤나무아과(Xanthoceratoideae Thorne & Reveal) - 도도나이아아과(Dodonaeoideae Burnett) - 무환자나무아과(Sapindoideae Burnett) - 칠엽수아과(Hippocastanoideae Burnett) | 분류 불확실(incertae sedis) - 히라니아속(Hirania Thulin) |